# Oceania Cup 2009
El Oceania Cup de 2009 fue la 3ª edición del torneo.
Fue organizado por la FORU, hoy Oceania Rugby.

## Equipos participantes
- Selección de rugby de Islas Cook
- Selección de rugby de Niue
- Selección de rugby de Papúa Nueva Guinea
- Selección de rugby de Vanuatu

## Semifinales
| 27 de junio | Papúa Nueva Guinea | 86 - 12 | Vanuatu | Lloyd Robson Oval, Puerto Moresby, Papúa Nueva Guinea |  |
|             |                    | Reporte |         |                                                       |  |

| 27 de junio | Islas Cook | 29 - 7  | Niue | Growers Stadium, Pukekohe, Nueva Zelanda |                              |
|             |            | Reporte |      | Asistencia: 693 espectadores             | Asistencia: 693 espectadores |

## Final
| 4 de julio | Papúa Nueva Guinea | 29 - 21 | Islas Cook | Lloyd Robson Oval, Puerto Moresby, Papúa Nueva Guinea |  |
|            |                    | Reporte |            |                                                       |  |

| Bandera de Papúa Nueva Guinea |
| Campeón Papúa Nueva Guinea    |
| Segundo título                |